# Paleis Auersperg

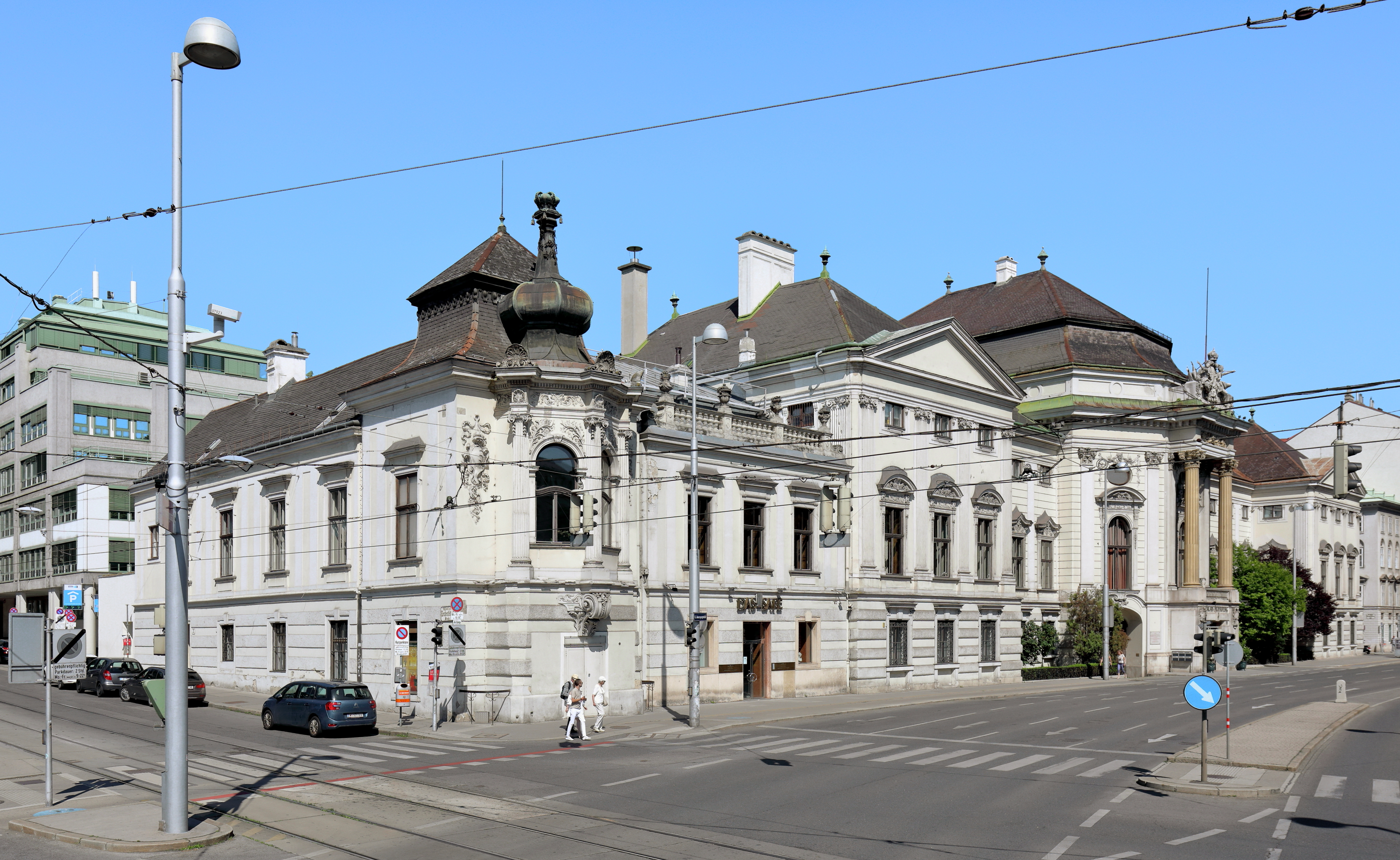
Het Paleis Auersperg

Het Paleis Auersperg (Duits: Palais Auersperg) is een barokpaleis in de wijk Josefstadt nabij het centrum van Wenen.
Het paleis werd in de jaren 1706-1710 gebouwd naar ontwerp van architect Johann Bernhard Fischer von Erlach en Johann Lucas von Hildebrandt. Op 8 oktober 1777 verwierf Johann Adam von Auersperg het paleis dat sindsdien de naam van zijn adelgeslacht draagt.
Tijdens de Tweede Wereldoorlog diende het paleis als trefpunt van de verzetsgroep O5.
Tegenwoordig vinden er 's zomers walsconcerten en 's winters bals plaats.